# Чернь чубата
Чернь чубата (Aythya fuligula) — водоплавний птах родини качкових, широко поширений в Євразії. В Україні гніздовий, перелітний, зимуючий вид. Належить до мисливських птахів. Чернь чубата включена до Угоди про збереження афро-євразійських мігруючих водно-болотних птахів.

## Морфологічні ознаки
Відрізняються від інших ниркових качок темним кольором оперення, контрастним білими боками і чубом на голові. Маса тіла 0,5—1,0 кг, довжина тіла 40—47 см, розмах крил 67—73 см. У самця в шлюбному вбранні голова, шия, верх тулуба, воло, підхвістя і хвіст чорні. На голові і волі зелено-фіолетовий полиск; на потилиці довгое перо у вигляді «чуба». Боки тулуба, груди, черево, спід крил, а також «дзеркальце» білі. Дзьоб сірувато-блакитний. Ноги темно-сірі. Райдужна оболонка ока жовта. У самця в позашлюбному вбранні темні частини тіла без полиску, чорно-бурі; боки тулуба буруваті; «чуб» короткий. У дорослої самиці оперення голови, шиї, вола, верху і боків тулуба темно-буре; «чуб» короткий; біля основи дзьоба білі плями. Молодий птах схожий на самицю, але «чуба» немає; білі плями біля основи дзьоба ледь помітні.

## Поширення та чисельність
Поширені в Північній і Східній Європі і майже по всій азійській частині Росії, крім крайньої Півночі і південних районів. Зимують у Західній і Південній Європі, в Східній Африці і в Південній Азії. Зимують також біля морського узбережжя. Під час перельотів концентруються вздовж великих річок, лиманів та озер. Під час міграцій і на зимівлях збираються великі зграї, які тримаються відкритих плесів та нараховують до декількох тисяч птахів.
В Україні гніздиться головним чином в Поліссі — у Київській, Чернігівській і Полтавських областях; мігрує скрізь; регулярно зимує біля морського узбережжя та в пониззі Дніпра, трапляється взимку і в інших регіонах.
Чисельність в Європі оцінюється в 730—880 тис. пар, в Україні — 1550—2950 пар.

## Місця існування та спосіб життя
Віддає перевагу великим водоймам з прісною водою: великим озерам, водосховищам, ставкам, річкам з повільною течією. Меншою мірою зустрічається в естуаріях та заплавах річок, на невеликих лісових озерах та морських лагунах. У період розмноження тримається вздовж берегів, густо порослих осокою, рогозом або іншою рослинністю. Більшу частину часу проводить на воді; добре плаває та пірнає на глибину до 3—4 м (рідше до 10 м). З води підіймається важко, шумно, з розбігу, але політ стрімкий та легкий. На суходолі пересувається незграбно.

## Гніздування

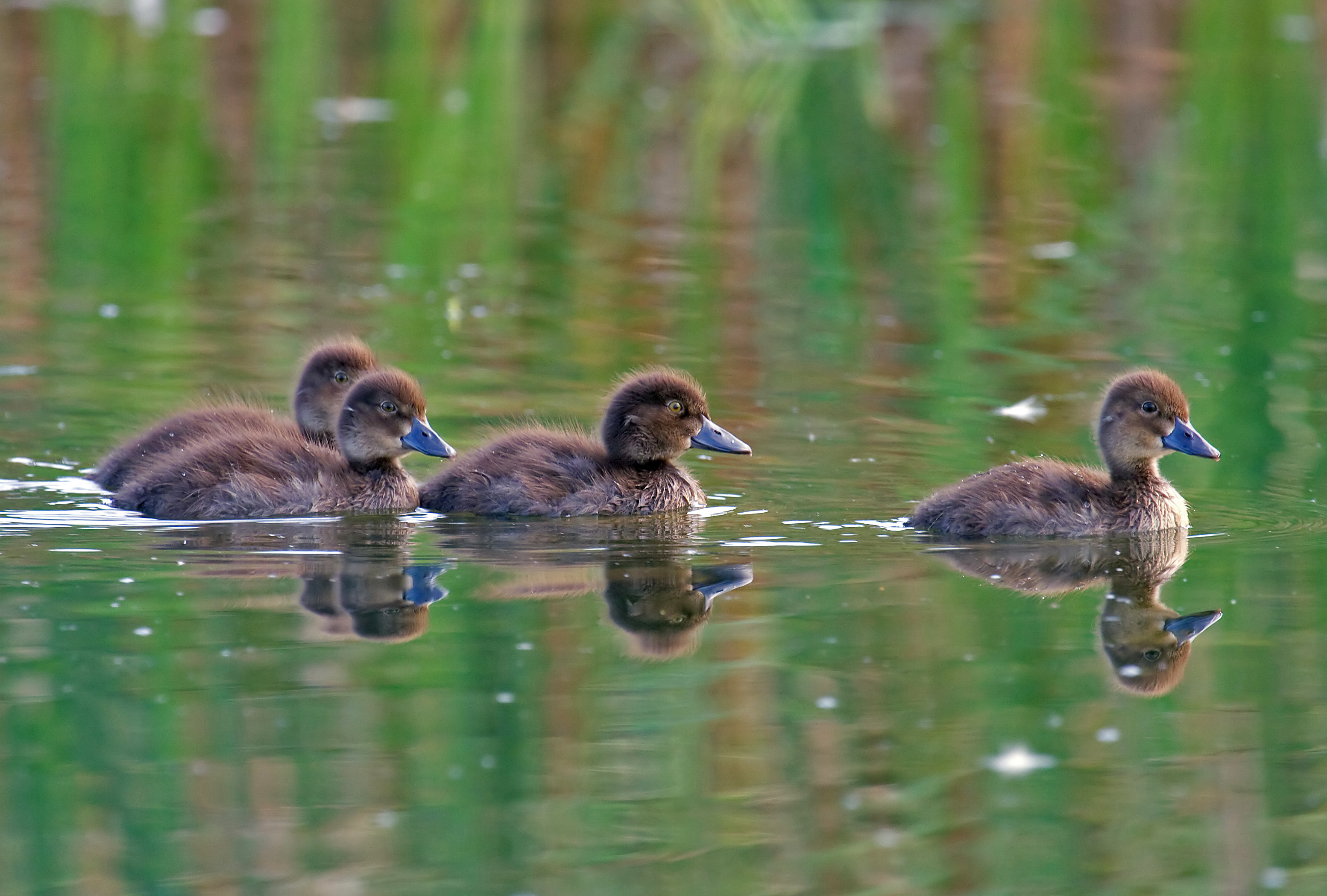
Пухові пташенята

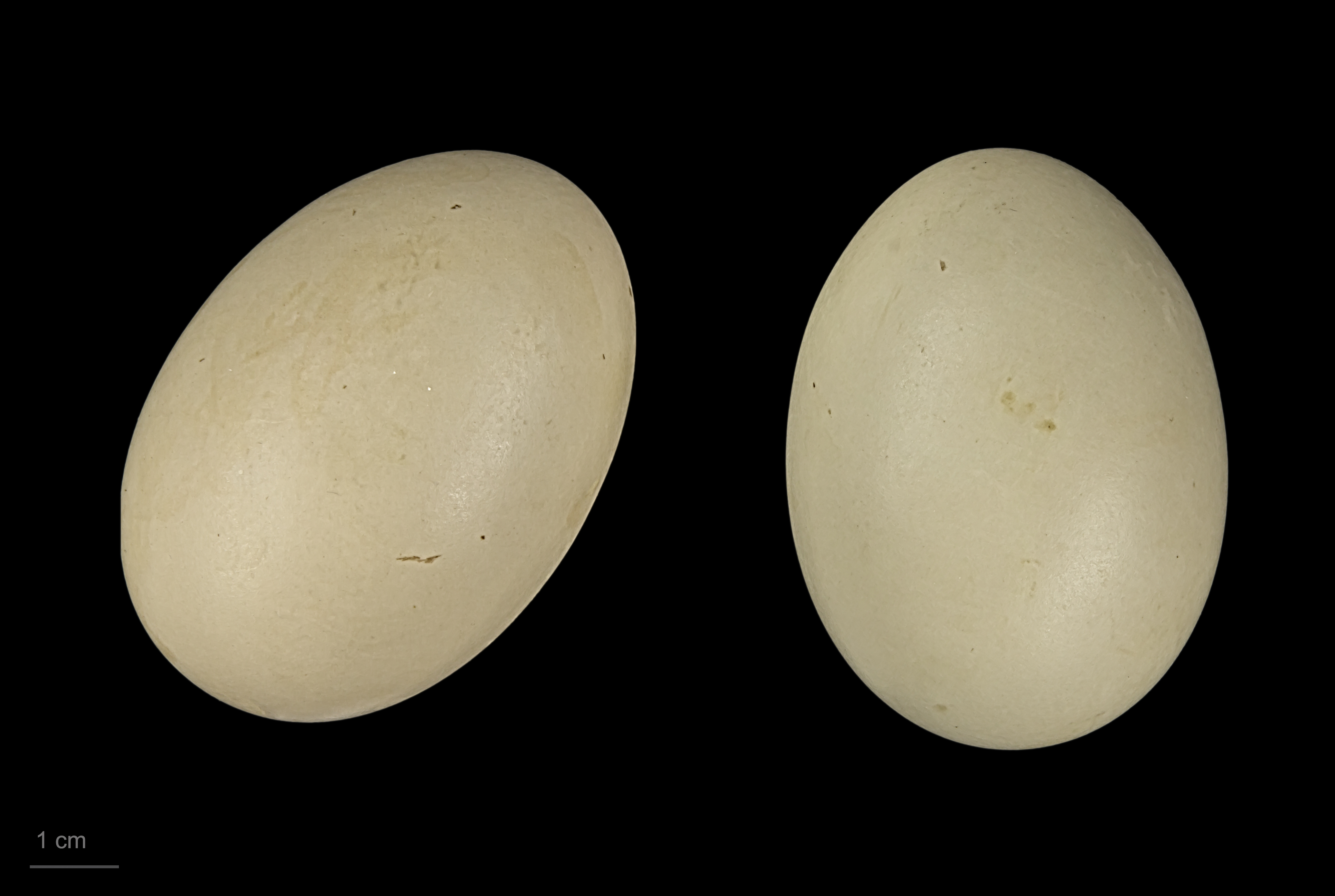
Яйця чубатої черні - Тулузький музей

Статева зрілість настає у віці одного, рідше двох років. Гніздиться парами або невеликими колоніями до 20—25 пар. Віддає перевагу гніздуванню на невеликих острівцях або плавунах, але будує також гнізда у заплавах річок або на березі лучного озера. Гніздо чашоподібне, складається зі стебел та листя свіжої або торішньої трави; будує його тільки самиця. Гніздо зазвичай розташоване на землі, неподалік від води та добре вкрите водною рослинністю — заростями очерету або осоки. Гніздо всередині рясно вистелене темно-брунатним пухом, який качка вищипує зі свого черева. Діаметр гнізда 20—23 см, висота до 10 см. Діаметр лотка 18—20 см, глибина 8 см. Протягом сезону зазвичай одна кладка з 8—11 яєць. У випадку її втрати самиця може відкласти повторну. Інколи зустрічаються великі кладки до 20—27 яєць, що відкладаються різними самицями. Яйця оливково-сірого або зеленувато-сірого кольору, розміром 59 х 41 мм та вагою близько 56 г. Період інкубації становить 23—28 діб, насиджує лише самиця.

## Живлення
Живляться переважно тваринною їжею: молюсками, личинками комах, але за браком тваринної їжі поїдають зелені частини рослин.